# Trình diễn

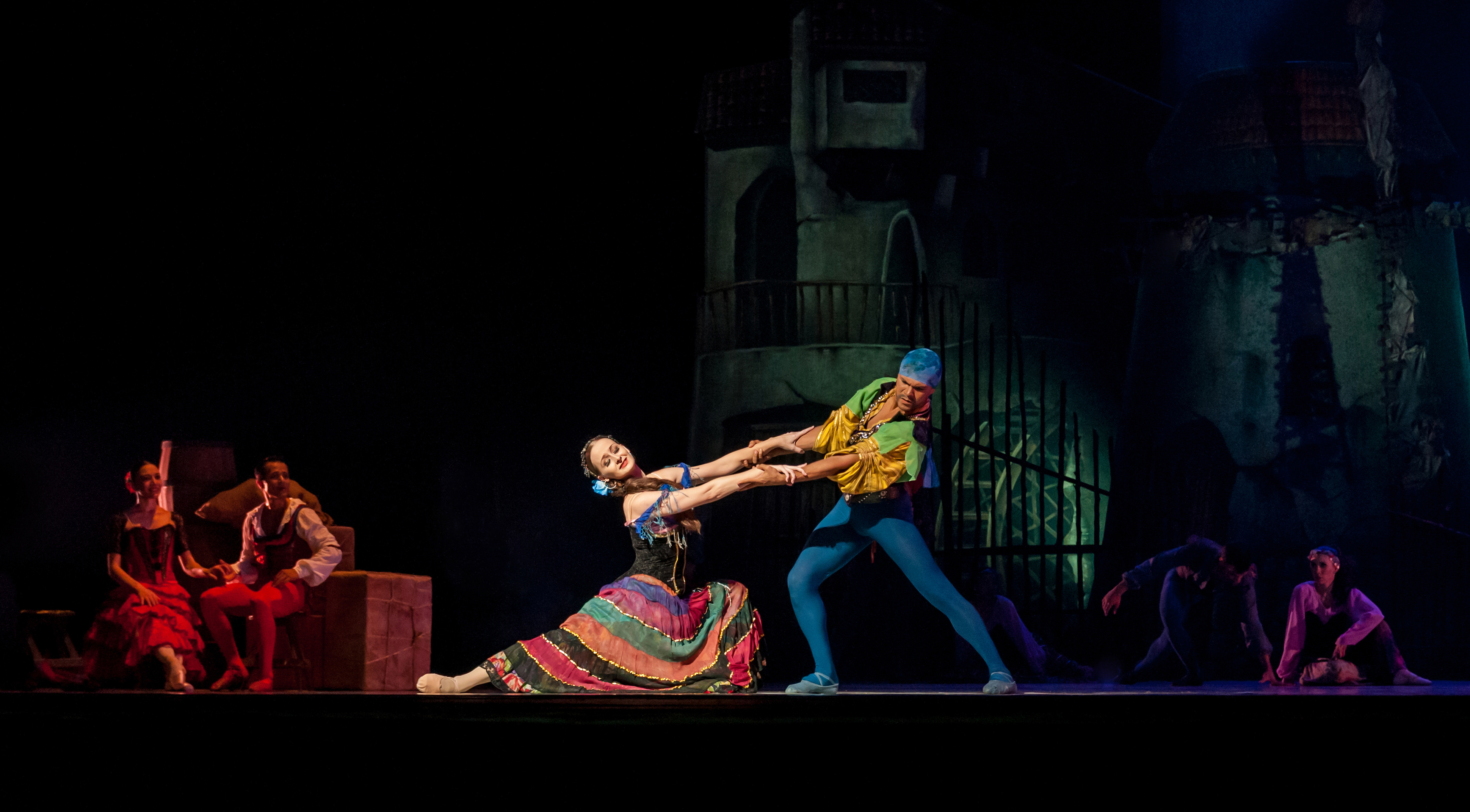
Buổi trình diễn vở ba lê Đôn Ki-hô-tê tại Khu phức hợp Văn hóa Teresa Carreño ở Vê-nê-xuê-la (năm 2013)

Một màn trình diễn hay biểu diễn (tiếng Anh: performance) là sự hoàn thành nhiệm vụ bằng việc áp dụng kiến thức cũng như các kỹ năng và khả năng của bản thân.